# Gare de Piszke
La gare de Piszke (en hongrois : Piszke vasútállomás) est une halte ferroviaire hongroise, située à Lábatlan.